# La Ferté-sur-Péron
Pour les articles homonymes, voir La Ferté (homonymie).
La Ferté-sur-Péron est une localité de La Ferté-Chevresis, dont elle est le chef-lieu et une ancienne commune française, située dans le département de l'Aisne en région Hauts-de-France.

## Histoire
La commune de La Ferté-sur-Péron a été créée lors de la Révolution française. Le 2 juin 1819, elle fusionne avec la commune voisine de Chevresis-les-Dames par ordonnance et la nouvelle entité prend le nom de La Ferté-Chevresis.

## Administration
Jusqu'à sa fusion avec Chevresis-les-Dames en 1819, la commune faisait partie du canton de Ribemont dans le département de l'Aisne. Elle appartenait aussi à l'arrondissement de Saint-Quentin depuis 1801 et au district de Saint-Quentin entre 1790 et 1795. La liste des maires de La Ferté-sur-Péron est :
| Période                                  | Période | Identité | Étiquette | Qualité |
| ---------------------------------------- | ------- | -------- | --------- | ------- |
|                                          |         |          |           |         |
| Les données manquantes sont à compléter. |         |          |           |         |

## Démographie
Jusqu'en 1819, la démographie de La Ferté-sur-Péron était :
| 1793 | 1800 | 1806 | 1821  |
| ---- | ---- | ---- | ----- |
| 780  | 795  | 919  | 1 003 |

Histogramme

(élaboration graphique par Wikipédia)